# Nupserha kenyensis
Nupserha kenyensis là một loài bọ cánh cứng trong họ Cerambycidae.